# Viktor Morawitz
Viktor Morawitz, též Victor Morawitz (28. července 1841 Jihlava – 10. dubna 1917 Klobouky u Brna), byl rakouský právník a politik německé národnosti z Moravy, poslanec Moravského zemského sněmu.

## Biografie
Pocházel z bohaté jihlavské rodiny. Jeho otec působil jako kupec. Viktor absolvoval gymnázium a práva ve Vídni. 1. dubna 1868 získal titul doktora práva. Působil na praxi u zemského soudu ve Vídni, později u krajského soudu v Ischlu a u zemského a obchodního soudu ve Vídni. Složil advokátní zkoušky ve Vídni. Advokacii vykonával od prosince 1869 do července 1873. Roku 1880 přešel do soudnictví jako auskultant u zemského soudu v Brně. V lednu 1881 byl jmenován na post adjunkta u krajského soudu v Hustopečích. Od února 1885 působil u zemského soudu v Brně. Zde se v březnu 1889 stal soudním adjunktem. V prosinci 1889 se stal soudcem a v září 1897 zemským soudcem v Kloboukách u Brna.
Zapojil se i do vysoké politiky. V zemských volbách roku 1884 byl zvolen na Moravský zemský sněm, kde zastupoval kurii městskou, obvod Hustopeče, Hodonín, Břeclav. Uváděl se jako kandidát autonomistické strany, který porazil německého liberálního (tzv. Ústavní strana) kandidáta Rudolfa Auspitze. Na sněmu byl v červenci 1884 zvolen jedním ze dvou sněmovních pořadatelů. Funkci pořadatele zastával opakovaně i v pozdějších zasedáních sněmu. V listopadu 1885 byl zvolen do výboru pro hypoteční banku a v prosinci 1885 do odboru pro výstavbu jezdeckých kasáren coby zapisovatel. V prosinci 1886 byl zvolen do výboru pro novelu zákona o kontribučenských záložnách, v lednu 1887 do odboru pro rybářský zákon. V listopadu 1887 ho sněm zvolil do komunikačního výboru a opět i do výboru pro stavbu jezdeckých kasáren. V září 1888 byl znovu zvolen za člena komunikačního odboru a kromě toho i do odboru pro osnovu rybářského zákona, odboru pro návrh pana na zřízení obecních smírčích soudů, do odboru pro předlohu ohledně zrušení zemského úřadu pro výkup a uspořádání pozemkových břemen či vyvazovacího odboru. Od října 1889 opět usedl do komunikačního odboru a odboru pro rybářský zákon. Na sněmu promlouval německy.
Neúspěšně kandidoval i ve volbách do Říšské rady roku 1885. Porazil ho nyní jeho dřívější soupeř ze zemských voleb, německý liberál Rudolf Auspitz.
V březnu 1915 odešel na vlastní žádost do penze. Uváděl se tehdy jako rada zemského soudu a předseda okresního soudu v Kloboukách. Zemřel v dubnu 1917. Příčinou úmrtí byla rakovina tlustého střeva.